# 備後銀行
株式会社備後銀行（びんごぎんこう）は、1899年（明治32年）9月に広島県芦品郡府中町に設立された地方銀行であり、広島銀行の前身銀行の一つである。

## 沿革

### 府中・上下地域の発展
芦品郡府中町および隣接する甲奴郡上下町（ともに現・府中市）は、古くからの交通の要衝で農産物の集散地として知られていたが、藩政期以降は内陸部の産業の中心地となり、タバコ業・薄荷業・綿織物業・養蚕製糸業が発展した。1893年（明治27年）の銀行条例の施行により、広島県下では小さな町村に至るまで多数の中小銀行が設立されることになったが、そうした銀行の一つとして1899年9月5日に免許を受けて府中町に設立されたのが備後銀行である。

### 設立
当行設立時の資本金は200,000円、払込金は50,000円で、主な出資者となったのは芦品郡および甲奴郡の地主・商人であり、特に上下町側が払い込み金の半額を負担したが、そのなかには岡田胖十郎・高木音吉・田辺勝ら、上下町の金融機関「共同成章社」の役員が含まれており、彼らは1900年に解散することになる共同成章社の資金をつぎ込み当行の設立に尽力したのであった。1899年11月、当行は府中町840番邸に本店、甲奴郡上下町（現・府中市）に支店をおいて開業し、上記のような設立経緯から芦品・甲奴地域の地場産業と密接な関係をもち、これらとともに発展した。このため、第一次世界大戦後の戦後恐慌のなかで地方銀行の整理・統合の動きが本格化しても、当行は地元経済の要請から「土着銀行」としての独立経営を堅持した。

### 度重なる合同拒否
しかしそのことは銀行合同に対する当行の極端に消極的な態度につながり、 1926年（大正15年）の福山銀行・鞆銀行・世羅銀行・尾道銀行・芦品銀行・松山実業銀行との備後7行合同工作、1929年（昭和4年）の当行および尾道銀行・世羅銀行・山岡銀行との備南4行合同工作に際して当行は最終的に参加を拒否したが、これは本店を尾道銀行の所在地である尾道市におくか本行の本店所在地である府中におくかで紛糾し、本店銀行を尾道に奪われることを危惧した地元商工会による合併反対の声に応えたものであった。

### 芸備銀行への買収
しかし1929年に始まる世界恐慌の影響が本格化すると預金量は頭打ち、貸出金は減少に向かい、1934年（昭和9年）には預金が最盛期の90％、貸出金が80％にまで落ち込んだ、こうした事態に直面して当行でも合併やむなしの声が大勢を占めるようになり、株主総会の決議にもとづき1934年12月26日に芸備銀行に営業を譲渡して解散した。解散に際しては芸備銀行が既に府中町に支店を設置していたことから、当行の府中本店は当該の支店に業務を継承し閉鎖となった。

### 年表
- 1899年（明治32年）
  - 9月5日：備後銀行の免許を下付される。
  - 11月5日：開業。
- 1920年（大正9年）6月：当行および芦品・福山・桑田・鞆・松永実業の備後6行の合同工作が浮上するが失敗。
- 1926年（大正15年）1月：当行および福山・鞆・世羅・尾道・芦品・松山実業の備後7行の合同工作が浮上するが、当行の反対で失敗。
- 1929年（昭和4年）：当行および尾道・世羅・山岡の備後4行の合同工作が浮上するが、当行は参加拒否。
- 1934年（昭和9年）12月26日：芸備銀行に営業を譲渡して解散。

## 歴代頭取
- 森信安一（代表）：1899年9月 - 1910年3月[1]
- 岡田胖十郎（代表）：1899年9月 - 1912年[1][注釈 4]
- 延藤奨（吉兵衛）（頭取）：1910年3月 - 1934年12月[1]

## 店舗
本店は芦品郡府中町840番邸におかれ、他に上下支店（甲奴郡上下町）を設けた。芸備銀行への買収後、本店は店舗としては廃止された。